# Pierre Terrail de Bayard
Pierre Terrail de Bayard, også kaldet Seigneur de Bayard eller Ridderen uden frygt og dadel (fransk: Chevalier sans peur et sans reproche), var navnet på en fransk adelsmand (f. 1476, d. 1524).
Bayard var page hos Hertugen af Savoyen og senere hos den franske konge, Karl 8. Han udmærkede sig især på kongens togt mod Napoli i 1495, hvor han, 19 år gammel, blev slået til ridder.
Senere deltog han i Ludvig 12.s felttog mod Milano og endnu senere i kongens strid med paven, Julius II, hvor han blev udstationeret hos Hertugen af Ferrara. Muligvis havde Bayard allerede nogle år tidligere (o. 1500 været i Ferrara i forbindelse med Hertugens (Ercole d'Este) strid med pave Alexander VI og Cesare Borgia. Paven ville have sin datter, Lucrezia Borgia gift med hertugens søn Alfonso d'Este, mens hertugen ønskede at indgå en alliance med Frankrig ved at lade sønnen ægte en fransk prinsesse og en fransk styrke under kommando af Louis d'Ars, befandt sig en en periode i byen for at føre forhandlinger om dette ægteskab. Muligligvis var Bayard med i denne styrke.
I 1512 blev Bayard hårdt såret ved slaget ved Brescia. Han kom sig dog, og deltog året efter i slaget ved Guinegate, hvor han blev taget til fange, men løsladt uden løsepenge, af bl.a. Henrik VIII af England, der beundrede hans tapperhed.
I 1515 var det ham der gav Frans 1. af Frankrig ridderslaget efter sejren ved Marignano.
Den 20. april 1524, blev han livsfarligt såret af et skud, da han forsvarede overgangen over floden Sesia under det franske tilbagetog fra Milano, og han døde kort tid efter.